# Rumex costaricensis
Rumex costaricensis là một loài thực vật có hoa trong họ Rau răm. Loài này được Rech. f. miêu tả khoa học đầu tiên năm 1936.